# Europees Erfgoedlabel

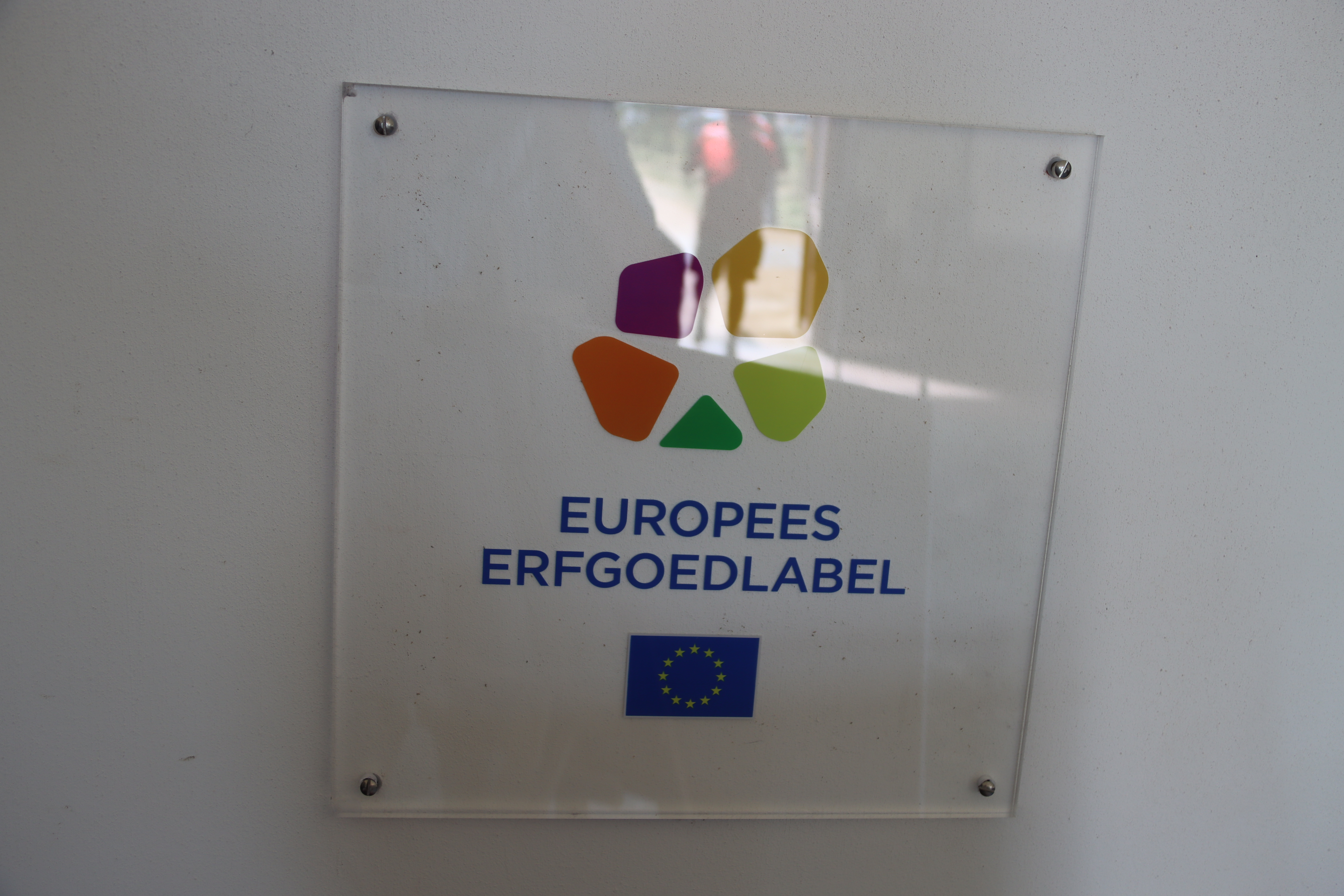
Europees Erfgoedlabel (model na 2013) in Merksplas-kolonie

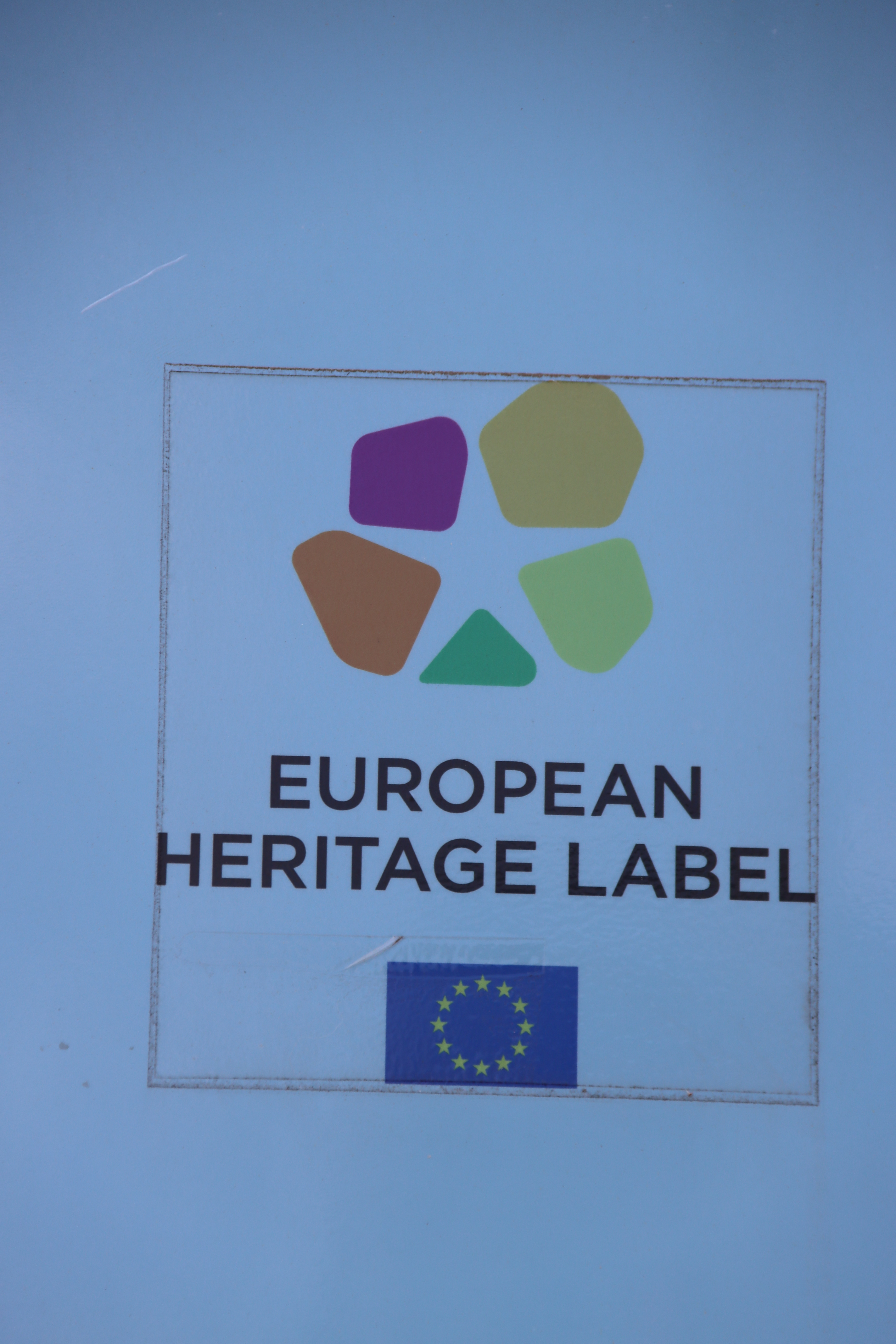
Europees Erfgoedlabel (model na 2013) in Leipzig

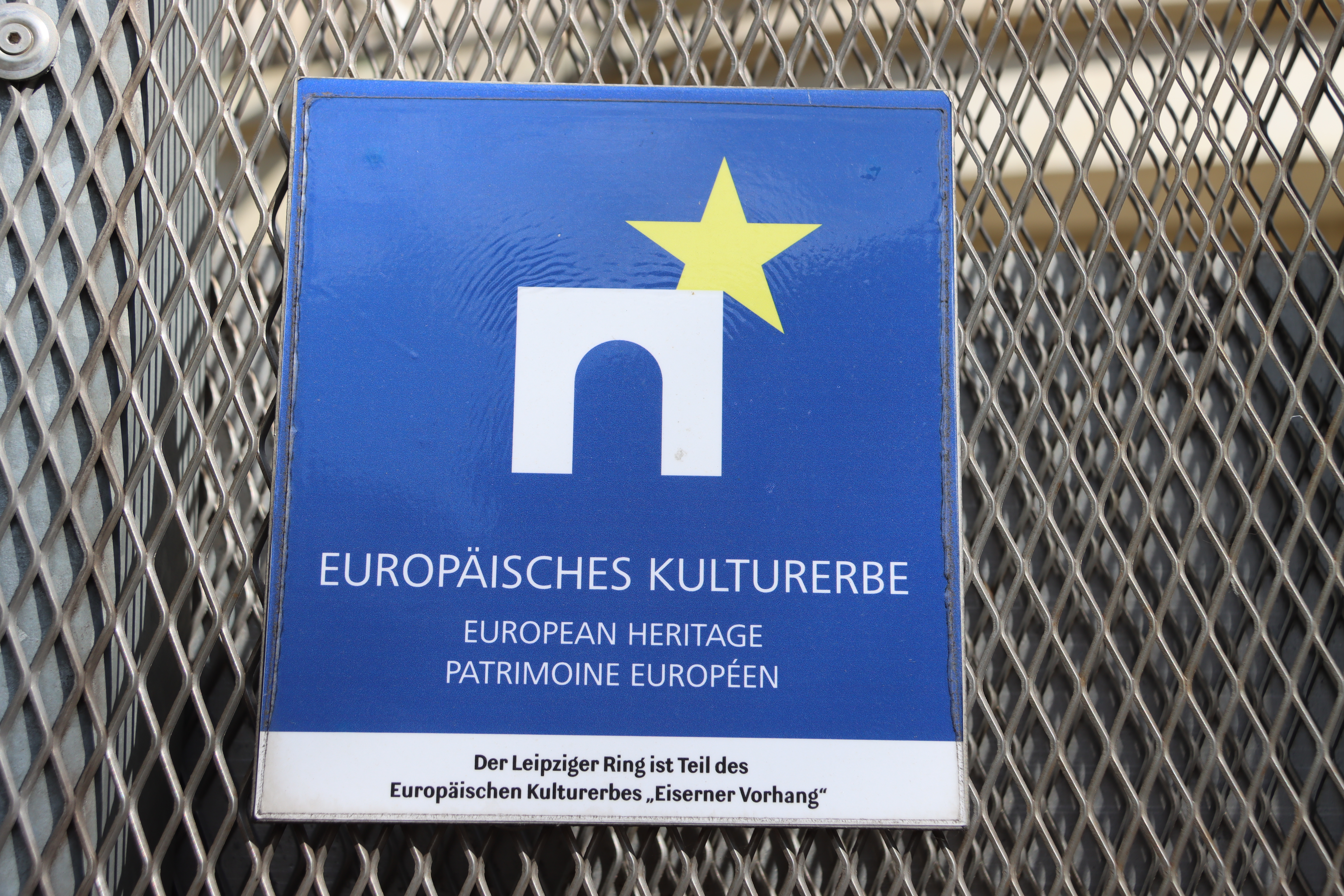
Europees Erfgoedlabel (model voor 2011) in Leipzig

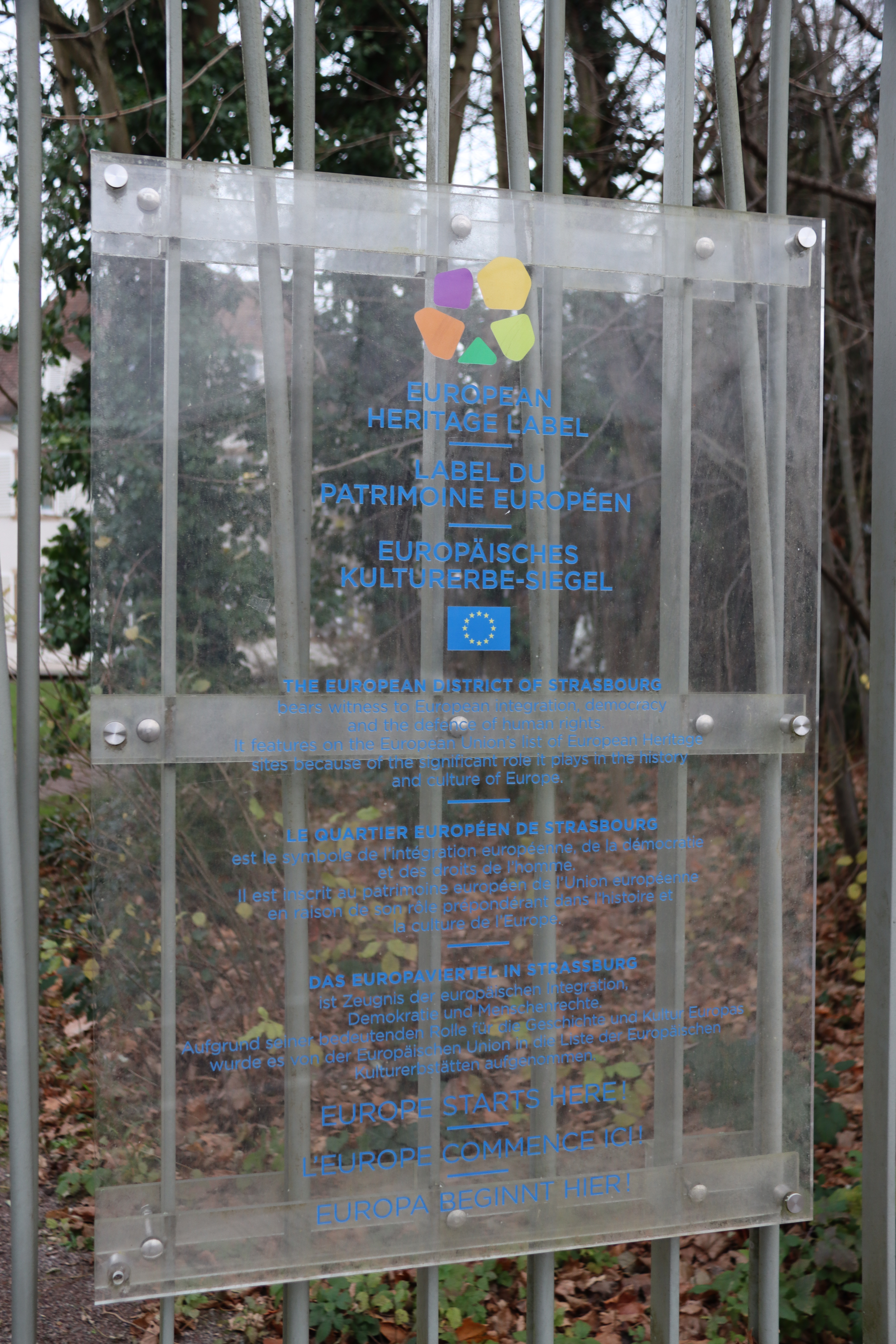
Europees Erfgoedlabel (model na 2013) in Straatsburg

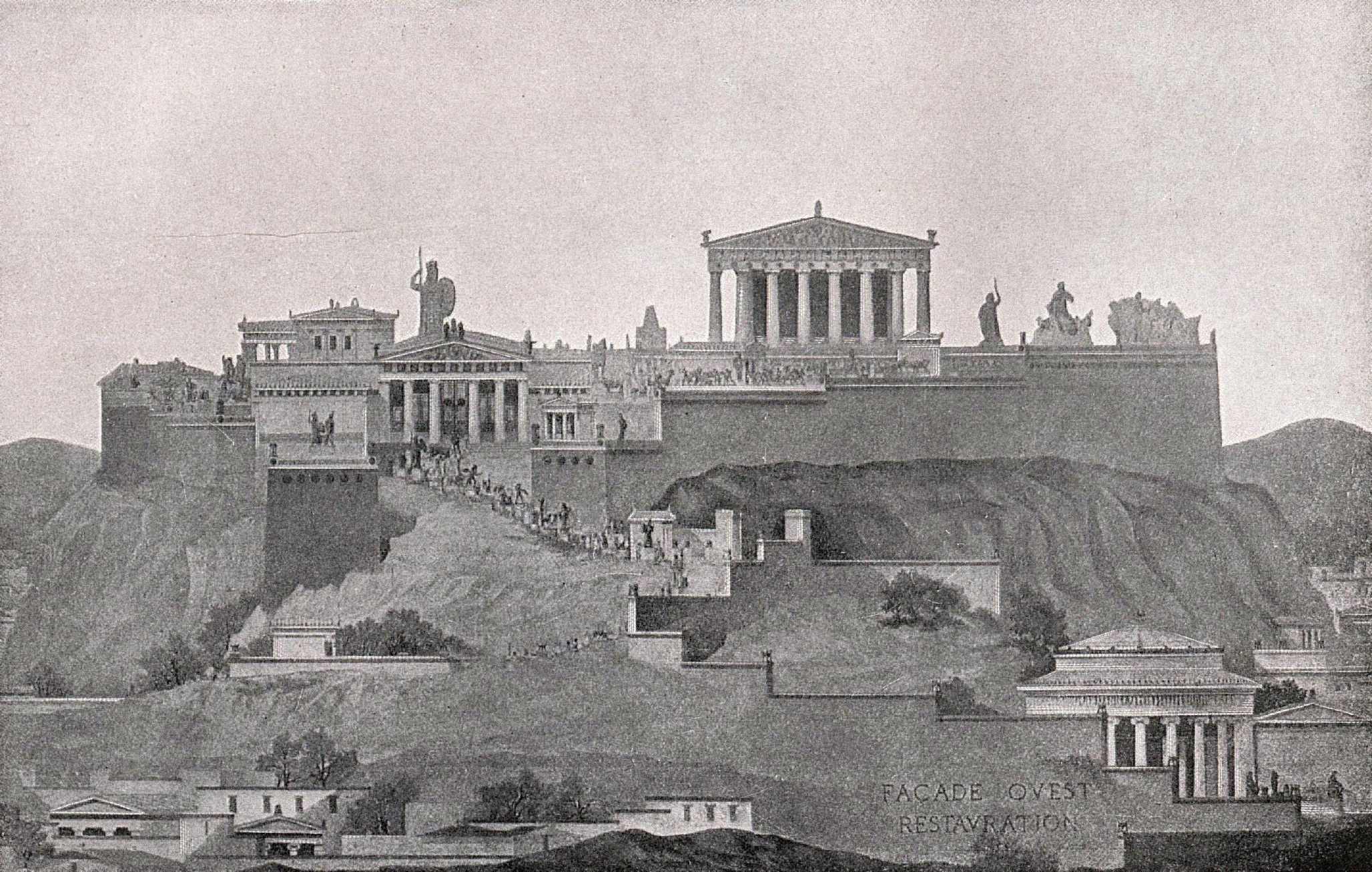
Akropolis van Athene

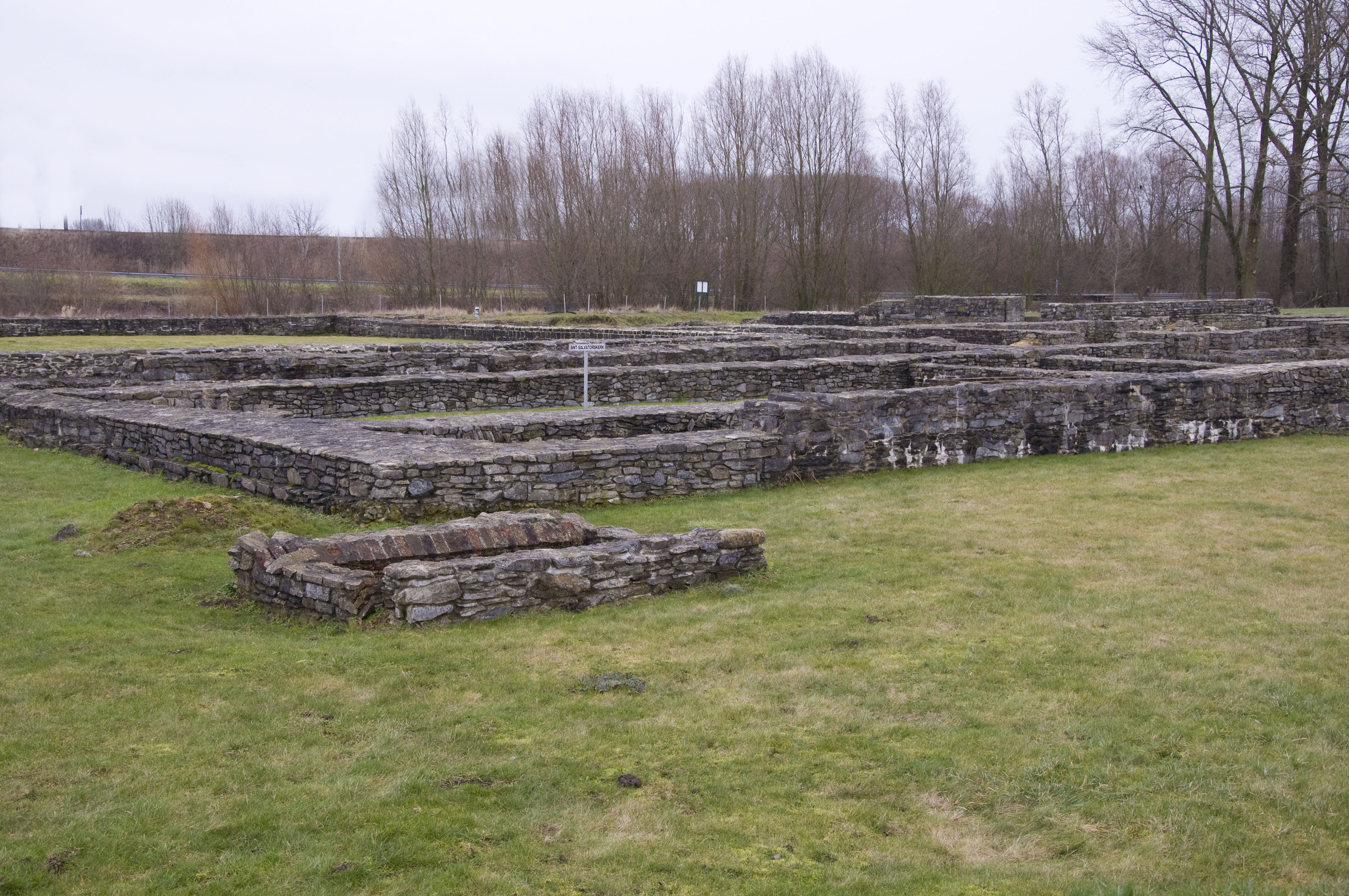
Archeologische site Ename

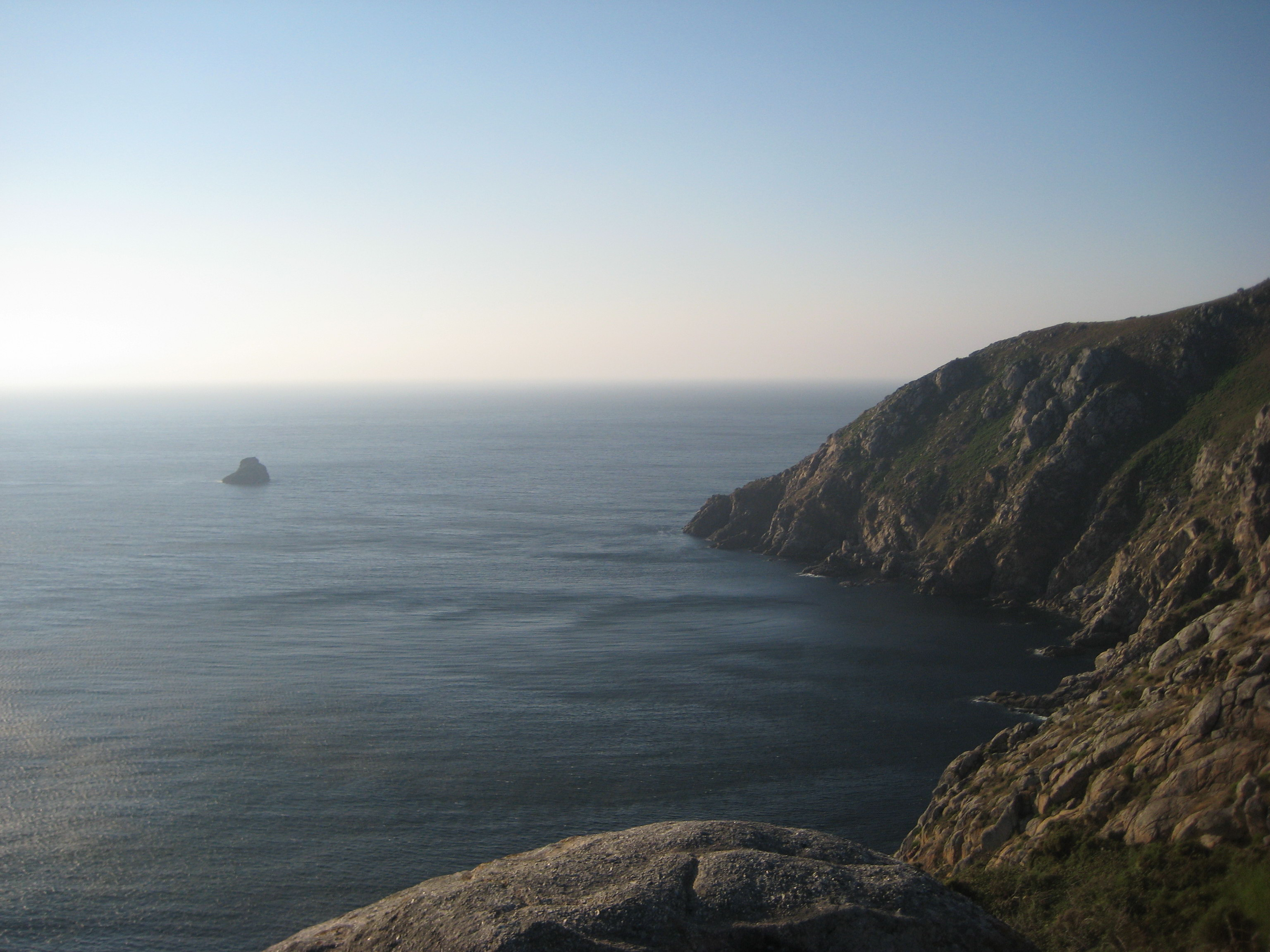
Kaap Finisterre

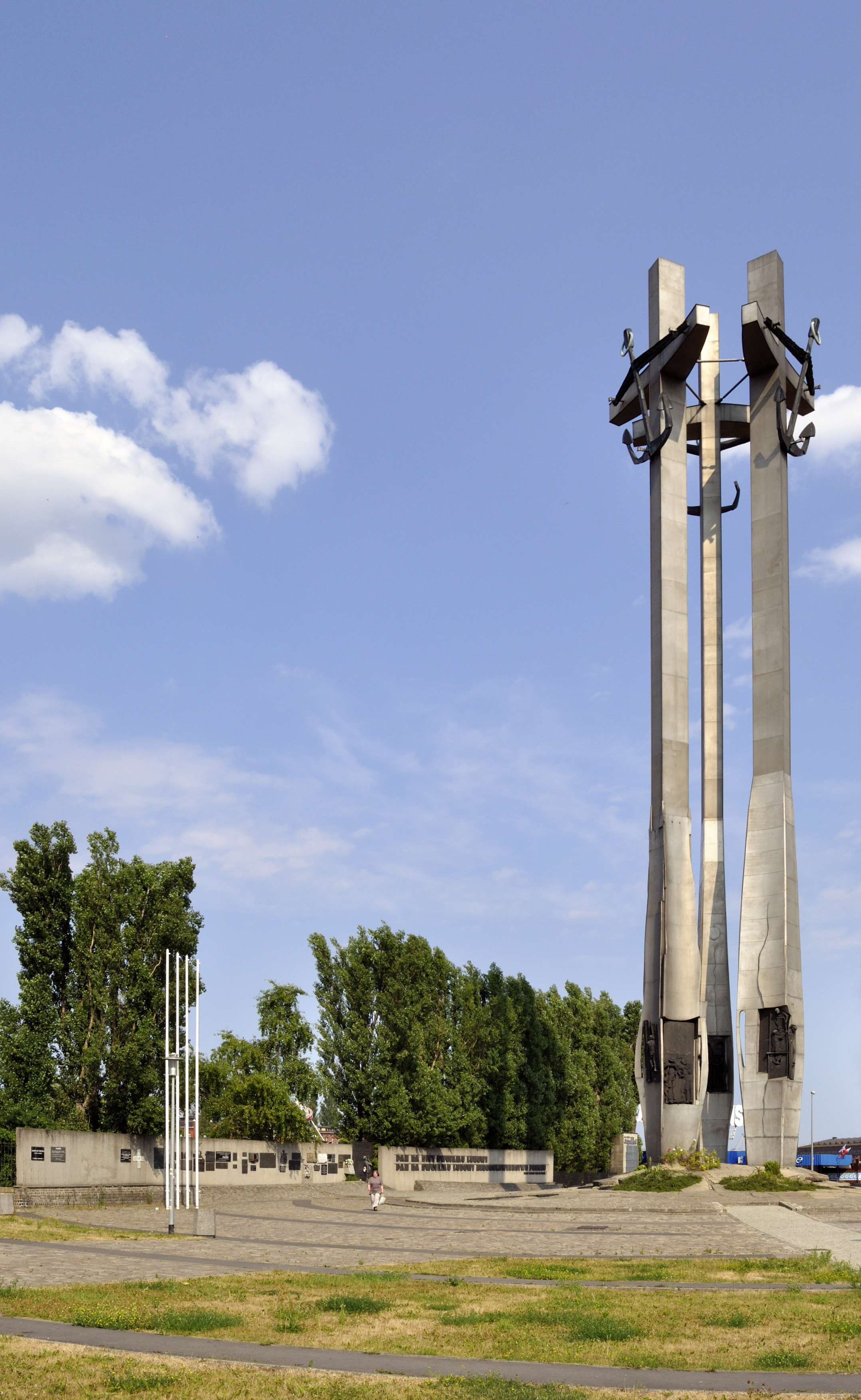
Monument haven Gdańsk

Het Europees Erfgoedlabel is een erkenning die door de Europese Unie wordt verleend aan cultureel erfgoed dat een belangrijke rol speelt in de Europese geschiedenis, cultuur en integratie. Het Label wordt beheerd door de Europese Commissie. Anno 2024 staan er 67 erfgoedsites op de Europese Erfgoedlijst, waarvan vijf in Nederland.

## Achtergrond

### Een Europese Erfgoedlijst
In 2006 namen Frankrijk, Hongarije en Spanje het initiatief voor de lancering van een Europese Erfgoedlijst, met daarop erfgoedsites die een sleutelrol hebben gespeeld bij de opbouw van een verenigd Europa.  Aan dit intergouvernementeel initiatief deden 18 landen mee, zowel EU-lidstaten als niet-lidstaten, zoals Zwitserland. Het doel van dit initiatief was destijds om erfgoedsites aan te wijzen die een sleutelrol hebben gespeeld bij de opbouw van een verenigd Europa, om de publieke bekendheid van dit erfgoed te vergroten en om Europese samenwerking te stimuleren vanuit de gedachte dat erfgoed een van de karakteristieke identiteitsbepalende factoren van de Europese gemeenschap is. De criteria om op de lijst te komen varieerden per land en deelnemende landen selecteerden zelf het cultureel erfgoed dat volgens hen op deze lijst thuishoorde.

### Van intergouvernementeel naar EU-initiatief
In 2008 kwam de Europese Unie met het plan om het intergouvernementele initiatief om te zetten in een Europees Erfgoedlabel. Coördinatie vanuit een overkoepelend orgaan vanuit de EU moest zorgen voor specificering van de praktische uitvoeringsregelingen van het Europees Erfgoedlabel en daarnaast algemene en heldere criteria formuleren om op de lijst te komen. Dit alles om het succes van het label op lange termijn te garanderen. In 2010 kondigde de Europese Unie de plannen aan voor het EU-brede programma dat bekend staat als het Europees Erfgoedlabel. Op 16 november 2011 werd het label officieel opgericht.
Naast de herdefiniëring van de criteria, werden ook de doelen aangescherpt. Het doel van het Europees Erfgoedlabel is het wederzijdse begrip en de dialoog tussen Europese burgers vergroten. Daarnaast moet het Europese burgers meer inzicht bieden in het huidige Europa en haar gemeenschappelijke culturele erfgoed. De Europese Unie wil het bewustzijn onder burgers dat zij deel uitmaken van Europa, en in het bijzonder van de Europese Unie, versterken. Verder wil de Europese Unie vooral jongeren bereiken en hen leren wat de gemeenschappelijke waarden en belangrijkste elementen uit de Europese geschiedenis zijn en hoe deze verankerd zijn in het Europees cultureel erfgoed.

## Label
Cultureel erfgoed wordt binnen het Europees Erfgoedlabel breed gedefinieerd. Sites die in aanmerking komen zijn monumenten; natuurlijke, onder water gelegen, archeologische, industriële of stedelijke locaties; cultuurlandschappen; plaatsen van herinnering; cultuurgoederen en -objecten (d.w.z. goederen of objecten met artistieke, historische of archeologische waarde voor een bepaald land); en immaterieel erfgoed dat met een plaats is verbonden (bijv. mondelinge tradities, rituelen, documenten, podiumkunsten).
De erfgoedsites die in aanmerking komen voor het Europees Erfgoedlabel zijn niet alleen in eigen land, maar ook in een Europese context van belang en aantrekkelijk voor een breed Europees publiek. Voorlopig mogen de lidstaten die meedoen elke twee jaar twee kandidaten voordragen voor de lijst, waarvan er hoogstens één site per land wordt geselecteerd door een onafhankelijke Europese jury.
Sites met het Europees Erfgoedlabel voldoen aan minstens een van de volgende voorwaarden:
- een grensoverschrijdend of pan-Europees karakter, door te tonen hoe de invloed en aantrekkingskracht van de site over de landsgrenzen heen gaan;
- een plaats en rol in de Europese geschiedenis, cultuur en integratie en banden met belangrijke Europese gebeurtenissen, persoonlijkheden of ontwikkelingen;
- een plaats en rol bij de ontwikkeling en bevordering van de gemeenschappelijke waarden die ten grondslag liggen aan de EU (bijvoorbeeld het Vredespaleis in Den Haag, Nederland).[3]

## Procedure Nederland
De Europese Erfgoedlijst wordt tweejaarlijks uitgebreid. De procedure voor de selectie van sites dient in twee fasen te verlopen. Sites moeten in eerste instantie op nationaal niveau voorgeselecteerd worden, vervolgens vindt een selectie op het niveau van de Europese Unie plaats. Het ministerie van Onderwijs, Cultuur en Wetenschap (OCW) is verantwoordelijk voor de voordracht van Nederlandse kandidaten voor het Europees Erfgoedlabel. Aan de voordracht gaat een aanvraag- en selectieprocedure vooraf. De voorstellen die voldoen aan de formele vereisten worden door het ministerie van OCW voorgelegd aan de Raad voor Cultuur. De Raad draagt vervolgens zorg voor de inhoudelijke beoordeling van de aanvragen. Hierbij worden nog drie nationale criteria gehanteerd, los van die van de Europese Commissie. Eens in de vijf jaar vindt er een monitoring door de jury plaats van alle sites die het label dragen om te beoordelen of ze nog voldoen aan de gestelde eisen.

## Nederlandse sites met het Europees Erfgoedlabel

### Herinneringscentrum Kamp Westerbork
Begin februari 2013 heeft de ministerraad besloten Herinneringscentrum Kamp Westerbork, net als het Vredespaleis in Den Haag, voor te dragen voor het Europees Erfgoedlabel. Beide voordrachten zijn overgenomen door de Europese Commissie. De officiële uitreiking van het label vond plaats op 8 april 2014 in Brussel.

### Vredespaleis
Het Vredespaleis in Den Haag is in 2013 door de Europese Commissie aangewezen als belangrijke plaats van herinnering. De wens om internationale conflicten op te lossen met behulp van het recht en rechtspraak, is geworteld in de eeuwenoude tradities en geschiedenis van Europa.

### Verdrag van Maastricht
Deze immateriële site kreeg in 2018 op voorspraak van de Nederlandse regering en de Provincie Limburg het Europees Erfgoedlabel toebedeeld door de Europese Commissie. De officiële uitreiking van het label vond plaats op 26 maart 2018 in Plovdiv, Bulgarije.

### Koloniën van Weldadigheid
Op 31 maart 2020 nam de Europese Commissie het advies van de jury over en beloonde tien nieuwe sites met het Europees Erfgoedlabel. Vanuit Nederland en België zijn de Koloniën van Weldadigheid gehonoreerd. Dit is een van de eerste transnationale toekenningen.
Vier van de zeven Koloniën van Weldadigheid (Frederiksoord (NL), Wilhelminaoord (NL), Veenhuizen (NL) en Wortel (BE)) zijn ingeschreven op de UNESCO Werelderfgoedlijst.

### Museum Ons' Lieve Heer op Solder
Museum Ons’ Lieve Heer op Solder toont het belang van religieuze vrijheid en vrijheid van geweten. Zo heeft het museum het Europees Erfgoedlabel mede ontvangen vanwege de wijze waarop de immateriële waarde van het erfgoed ontsloten wordt, zoals in het burgerschapsprogramma Voices of Tolerance voor vmbo en mbo. Op 17 april 2024 nam Museum Ons' Lieve Heer op Solder het label in ontvangst tijdens de officiële uitreiking in Antwerpen.

## Deelnemende landen
- België
- Bulgarije
- Cyprus
- Denemarken
- Duitsland
- Estland
- Finland
- Frankrijk
- Griekenland
- Hongarije
- Italië
- Kroatië
- Letland
- Litouwen
- Luxemburg
- Malta
- Nederland
- Oostenrijk
- Polen
- Portugal
- Roemenië
- Slovenië
- Slowakije
- Spanje
- Tsjechië

## Geselecteerde sites
Deze sites dragen het Europees Erfgoedlabel:

### België
- Mundaneum, Bergen
- Bois du Cazier, Charleroi
- Koloniën van Weldadigheid
- MigratieMuseumMigration, Sint-Jans-Molenbeek
- Koninklijk Poppentheater Toone, Brussel

### Bulgarije
- Thracische kunst in de oostelijke Rhodopen: Aleksandrovo graf

### Duitsland
- Slot Hambach
- Vrede van Westfalen: Münster en Osnabrück
- Muzikale erfgoedlocaties in Leipzig
- Nieuwe Zakelijkheid in Europa, Weißenhofsiedlung in Stuttgart
- Deutsche Regierungsbunker bij Ahrweiler
- Oderbruch
- Wandelpad Cisterscapes

### Estland
- De Grote Gildehal, Tallinn
- Historische gebouwen van de Universiteit van Tartu, Tartu

### Finland
- Seminaarinmäki campus, Jyväskylä
- Kalevala

### Frankrijk
- Abdij van Cluny
- Het huis van Robert Schuman, Scy-Chazelles
- De Europese instituten in Straatsburg
- Concentratiekamp Natzweiler-Struthof
- Monument in Chambon-sur-Lignon

### Griekenland
- Centrum van het oude Athene
- Archeologische site van Nemea

### Hongarije
- De Franz Liszt-Muziekacademie, Boedapest
- De Pan-Europese Picknick, Sopron
- De Grote synagoge van Boedapest
- Het levend erfgoed van Szentendre

### Italië
- Museum Huis van De Gasperi, Pieve Tesino
- Fort Cadine, Trente
- Archeologische vondsten in Ostia
- Ventotene
- Sant’Anna di Stazzema, Stazzema

### Kroatië
- Neanderthalervindplaats, Krapina
- Museum van de Vučedolcultuur en archeologische site, Vukovar

### Letland
- Drie broers, Riga
- Historische centrum van Turaida

### Litouwen
- Het Kaunas van 1919-1940, destijds hoofdstad van Litouwen

### Luxemburg
- Het dorp Schengen, bekend van de Verdragen van Schengen
- Het erfgoed van Sint Willibrord, Echternach

### Nederland[5]
- Kamp Westerbork
- Het Vredespaleis, Den Haag
- Verdrag van Maastricht
- Koloniën van Weldadigheid
- Museum Ons' Lieve Heer op Solder, Amsterdam

### Oostenrijk
- Archeologisch park Carnuntum
- Het Keizerlijk paleis van Wenen, Wenen
- De Nieuwe Zakelijkheid in Europa, Werkbundsiedlung Wenen
- Wandelpad Cisterscapes

### Polen
- Haven van Gdańsk
- De Poolse Grondwet van 3 mei 1791, Warschau
- Unie van Lublin
- Militaire begraafplaats nr. 123 – Łużna-Pustki, Łużna
- Herdenkplaats in Łambinowice
- Nieuwe Zakelijkheid in Europa, WuWa, Wrocław
- Wandelpad Cisterscapes

### Portugal
- Wet voor de afschaffing van de doodstraf, Lissabon
- De algemene bibliotheek van de Universiteit van Coimbra, Coimbra
- Ponta de Sagres, Sagres
- Onderwater cultuurerfgoed van de Azoren

### Roemenië
- Herdenkplaats voor de slachtoffers van het communisme en het verzet, Sighetu Marmației
- Paleis van de Europese Commissie van de Donau, Galaţi
- Roemeens Atheneum, Boekarest

### Slowakije
- Middeleeuwse muurschildering in de regio's Gemer en Malohont

### Slovenië
- Franja partizanenziekenhuis, Dolenji Novaki
- Kerk van de Heilige Geest, Javorca, Zatolmin
- Zdravljica
- Wandelpad Cisterscapes

### Spanje
- Algemeen Archief van de Kroon van Aragon, Barcelona
- Studentenwoningen, Madrid
- Mijnpark Almadén
- Klooster van San Jerónimo in Cuacos de Yuste

### Tsjechië
- De burcht van Olomouc en het Arcidiecézní muzeum, Olomouc
- Slot Kynžvart, Lázně Kynžvart
- Nieuwe Zakelijkheid in Europa: Osada Baba (Praag), Kolonie Nový dům (Brno)
- Wandelpad Cisterscapes